# NGC 1663
NGC 1663 je otvoreni skup u zviježđu Orionu. 

## Vanjske poveznice
- SEDS: NGC 1663